# Inkaka
Inkaka is een geslacht van vliesvleugeligen uit de familie Pteromalidae. De wetenschappelijke naam van dit geslacht is voor het eerst geldig gepubliceerd in 1939 door Girault.

## Soorten
Het geslacht Inkaka omvat de volgende soorten:
- Inkaka keralensis Sureshan & Narendran, 1997
- Inkaka quadridentata Girault, 1939